# Monopoly Go!
Monopoly, Go! (estilizado como MONOPOLY GO!) é um jogo de tabuleiro para celular de 2023, parte da franquia Monopoly, desenvolvido e publicado pela Scopely em colaboração com a Hasbro para dispositivos iOS e Android.
Monopoly, Go! tornou-se o maior lançamento de jogo para celular de 2023, gerando US$ 1 bilhão em receita.

## Gameplay
Monopoly, Go! é um jogo casual, social e de cassino que mistura elementos do clássico jogo de tabuleiro Banco Imobiliário com algumas mecânicas intermediárias leves. Não é uma adaptação do Monopoly; em vez disso, é um jogo perspicaz e baseado em toque, onde os jogadores competem entre si enquanto acumulam propriedades e pagam aluguel. Além disso, o Monopoly Go! oferece diversos desafios, eventos e álbuns de figurinhas com prêmios. Os jogadores jogam os dados, compram propriedades, constroem casas e hotéis, cobram aluguéis e tentam levar seus oponentes à falência. No entanto, ao contrário do jogo Monopoly original, os jogadores também podem participar de torneios, eventos e minijogos para obter recompensas extras, como Prize Drop, Cash Grab e Community Chest. Os jogadores também podem coletar e trocar adesivos com amigos e familiares e completar álbuns para ganhar bônus.

## Recepção
Os críticos criticam vários aspectos do Monopoly Go! Rachel Mogan, do Android Central, critica o jogo afirmando que ele tem visuais atraentes, jogabilidade suave e som impressionante. No entanto, a questão reside no facto inequívoco de que o Monopoly Go! é evidentemente um dos numerosos jogos para celular criados exclusivamente para maximizar seus ganhos financeiros. Escrevendo para o Destructoid, CJ Andriessen criticou o jogo por ter anúncios intrusivos no jogo.

### Saldos
A Scopely anunciou que o Monopoly Go! gerou mais de US$ 1 bilhão em receitas, tornando-se o maior lançamento de jogos para celular em 2023 e também acrescentou que o jogo está trazendo mais de US$ 200 milhões todos os meses para a empresa.